# Seeburger (Unternehmen)
Die Seeburger AG (eigene Schreibung SEEBURGER) ist ein deutsches Softwareunternehmen mit Sitz im nordbadischen Bretten. Die Software von Seeburger dient dem B2B-Datenaustausch und der Digitalisierung von Geschäftsprozessen. Kunden von Seeburger finden sich in der Automobilindustrie, in Handelsunternehmen, in der Konsumgüterindustrie, im Finanzbereich, in der Logistik und bei Versorgern.

## Geschichte
Das Unternehmen wurde von Bernd Seeburger 1986 als GmbH gegründet. Der Schwerpunkt lag auf EDI-Softwareprodukten für die Automobilindustrie, erstes Produkt war die WinELKE.
1998 gründete Seeburger die ersten Tochterunternehmen im Ausland. Das Unternehmen firmierte 1999 von einer GmbH in eine nicht börsennotierte AG um. Im Juli 2000 kündigte Seeburger den Börsengang im damals populären Segment Neuer Markt für das Frühjahr 2001 an. Zu diesem Börsengang kam es inmitten der platzenden Dotcom-Blase nicht.
Zum Ende des Jahres 2015 verließ Firmengründer Bernd Seeburger im Alter von 64 Jahren den Vorstand der Seeburger AG. Seine Nachfolge als gemeinsame Vorstandsvorsitzende (Co-CEOs) nahmen die bisherigen Vorstände Axel Haas und Michael Kleeberg ein. Bernd Seeburger blieb auch nach seinem Ausscheiden Hauptaktionär des Konzerns. Seine Tochter Katrin Seeburger, von Beruf Lehrerin, trat in den Aufsichtsrat ein.
Die Seeburger AG ist ein Konzern und besaß 2017 mehr als 20 Tochterunternehmen und Niederlassungen in Europa, Nordamerika und China.

## Produkte und Marktstellung
Heutiges Hauptprodukt von Seeburger ist die Business Integration Suite (BIS) als hybride Integrationsplattform mit folgenden Kernfunktionen:
- Application Programming Interface (API) Management
- Enterprise Application Integration (EAI)
- Business to Business (B2B) Anbindung
- Electronic Data Interchange (EDI)
- Managed File Transfer (MFT)
- Enterprise Resource Planning (ERP) System Integration
- Industrie 4.0 bzw. Industrial Internet of Things (IIoT) Integration
- Electronic Invoicing (E-Invoicing)

Seeburger konkurriert im B2B-Integrationsmarkt mit Produkten und Anbietern wie Software AG (Produkt webMethods), Tieto, Microsoft BizTalk, TIBCO, IBM WebSphere, SAP NetWeaver, Retarus und Oracle ESB.